# Llista d'asteroides/204701-204800
| Nom      | Designació provisional | Data de descobriment   | Lloc de descobriment | Descobridor/s           |
| -------- | ---------------------- | ---------------------- | -------------------- | ----------------------- |
| 204701 - | 2006 EM65              | 5 de març de 2006      | Kitt Peak            | Spacewatch              |
| 204702 - | 2006 FN9               | 19 de març de 2006     | Vicques              | M. Ory                  |
| 204703 - | 2006 FD24              | 24 de març de 2006     | Kitt Peak            | Spacewatch              |
| 204704 - | 2006 FD36              | 24 de març de 2006     | Socorro              | LINEAR                  |
| 204705 - | 2006 FY37              | 30 de març de 2006     | Nyukasa              | A. Nakanishi, F. Futaba |
| 204706 - | 2006 FC47              | 23 de març de 2006     | Catalina             | CSS                     |
| 204707 - | 2006 FB52              | 26 de març de 2006     | Anderson Mesa        | LONEOS                  |
| 204708 - | 2006 FG52              | 26 de març de 2006     | Siding Spring        | SSS                     |
| 204709 - | 2006 FN54              | 25 de març de 2006     | Kitt Peak            | Spacewatch              |
| 204710 - | 2006 GE                | 1 d'abril de 2006      | Lulin Observatory    | Q.-z. Ye                |
| 204711 - | 2006 GN                | 1 d'abril de 2006      | Lulin Observatory    | Q.-z. Ye                |
| 204712 - | 2006 GP13              | 2 d'abril de 2006      | Kitt Peak            | Spacewatch              |
| 204713 - | 2006 GM14              | 2 d'abril de 2006      | Kitt Peak            | Spacewatch              |
| 204714 - | 2006 GR19              | 2 d'abril de 2006      | Kitt Peak            | Spacewatch              |
| 204715 - | 2006 GZ22              | 2 d'abril de 2006      | Kitt Peak            | Spacewatch              |
| 204716 - | 2006 GV23              | 2 d'abril de 2006      | Kitt Peak            | Spacewatch              |
| 204717 - | 2006 GQ25              | 2 d'abril de 2006      | Kitt Peak            | Spacewatch              |
| 204718 - | 2006 GR38              | 6 d'abril de 2006      | Catalina             | CSS                     |
| 204719 - | 2006 GD40              | 6 d'abril de 2006      | Socorro              | LINEAR                  |
| 204720 - | 2006 GH41              | 7 d'abril de 2006      | Catalina             | CSS                     |
| 204721 - | 2006 GN43              | 2 d'abril de 2006      | Kitt Peak            | Spacewatch              |
| 204722 - | 2006 HK2               | 18 d'abril de 2006     | Palomar              | NEAT                    |
| 204723 - | 2006 HO2               | 18 d'abril de 2006     | Kitt Peak            | Spacewatch              |
| 204724 - | 2006 HU7               | 20 d'abril de 2006     | Catalina             | CSS                     |
| 204725 - | 2006 HK11              | 19 d'abril de 2006     | Kitt Peak            | Spacewatch              |
| 204726 - | 2006 HF25              | 20 d'abril de 2006     | Kitt Peak            | Spacewatch              |
| 204727 - | 2006 HT26              | 20 d'abril de 2006     | Kitt Peak            | Spacewatch              |
| 204728 - | 2006 HP35              | 19 d'abril de 2006     | Catalina             | CSS                     |
| 204729 - | 2006 HR39              | 21 d'abril de 2006     | Catalina             | CSS                     |
| 204730 - | 2006 HZ39              | 21 d'abril de 2006     | Kitt Peak            | Spacewatch              |
| 204731 - | 2006 HK43              | 24 d'abril de 2006     | Mount Lemmon         | Mount Lemmon Survey     |
| 204732 - | 2006 HH49              | 25 d'abril de 2006     | Kitt Peak            | Spacewatch              |
| 204733 - | 2006 HP63              | 24 d'abril de 2006     | Kitt Peak            | Spacewatch              |
| 204734 - | 2006 HY66              | 24 d'abril de 2006     | Kitt Peak            | Spacewatch              |
| 204735 - | 2006 HX67              | 24 d'abril de 2006     | Mount Lemmon         | Mount Lemmon Survey     |
| 204736 - | 2006 HF72              | 25 d'abril de 2006     | Kitt Peak            | Spacewatch              |
| 204737 - | 2006 HC74              | 25 d'abril de 2006     | Kitt Peak            | Spacewatch              |
| 204738 - | 2006 HW83              | 26 d'abril de 2006     | Kitt Peak            | Spacewatch              |
| 204739 - | 2006 HA85              | 26 d'abril de 2006     | Kitt Peak            | Spacewatch              |
| 204740 - | 2006 HB87              | 29 d'abril de 2006     | Siding Spring        | SSS                     |
| 204741 - | 2006 HQ88              | 30 d'abril de 2006     | Catalina             | CSS                     |
| 204742 - | 2006 HD100             | 30 d'abril de 2006     | Kitt Peak            | Spacewatch              |
| 204743 - | 2006 HK102             | 30 d'abril de 2006     | Kitt Peak            | Spacewatch              |
| 204744 - | 2006 HG103             | 30 d'abril de 2006     | Kitt Peak            | Spacewatch              |
| 204745 - | 2006 HJ114             | 26 d'abril de 2006     | Kitt Peak            | Spacewatch              |
| 204746 - | 2006 HM152             | 20 d'abril de 2006     | Kitt Peak            | Spacewatch              |
| 204747 - | 2006 JF2               | 1 de maig de 2006      | Socorro              | LINEAR                  |
| 204748 - | 2006 JL3               | 2 de maig de 2006      | Mount Lemmon         | Mount Lemmon Survey     |
| 204749 - | 2006 JZ13              | 4 de maig de 2006      | Mount Lemmon         | Mount Lemmon Survey     |
| 204750 - | 2006 JM14              | 4 de maig de 2006      | Siding Spring        | SSS                     |
| 204751 - | 2006 JN18              | 2 de maig de 2006      | Mount Lemmon         | Mount Lemmon Survey     |
| 204752 - | 2006 JG21              | 2 de maig de 2006      | Kitt Peak            | Spacewatch              |
| 204753 - | 2006 JK24              | 4 de maig de 2006      | Mount Lemmon         | Mount Lemmon Survey     |
| 204754 - | 2006 JK30              | 3 de maig de 2006      | Kitt Peak            | Spacewatch              |
| 204755 - | 2006 JK35              | 4 de maig de 2006      | Kitt Peak            | Spacewatch              |
| 204756 - | 2006 JF36              | 4 de maig de 2006      | Kitt Peak            | Spacewatch              |
| 204757 - | 2006 JL37              | 5 de maig de 2006      | Kitt Peak            | Spacewatch              |
| 204758 - | 2006 JS39              | 6 de maig de 2006      | Mount Lemmon         | Mount Lemmon Survey     |
| 204759 - | 2006 JF45              | 7 de maig de 2006      | Mount Lemmon         | Mount Lemmon Survey     |
| 204760 - | 2006 JN50              | 2 de maig de 2006      | Mount Lemmon         | Mount Lemmon Survey     |
| 204761 - | 2006 JU53              | 7 de maig de 2006      | Kitt Peak            | Spacewatch              |
| 204762 - | 2006 JC54              | 7 de maig de 2006      | Mount Lemmon         | Mount Lemmon Survey     |
| 204763 - | 2006 JP56              | 7 de maig de 2006      | Catalina             | CSS                     |
| 204764 - | 2006 JW59              | 1 de maig de 2006      | Kitt Peak            | M. W. Buie              |
| 204765 - | 2006 KH                | 16 de maig de 2006     | Palomar              | NEAT                    |
| 204766 - | 2006 KW3               | 19 de maig de 2006     | Mount Lemmon         | Mount Lemmon Survey     |
| 204767 - | 2006 KD4               | 19 de maig de 2006     | Anderson Mesa        | LONEOS                  |
| 204768 - | 2006 KX4               | 19 de maig de 2006     | Mount Lemmon         | Mount Lemmon Survey     |
| 204769 - | 2006 KG8               | 19 de maig de 2006     | Mount Lemmon         | Mount Lemmon Survey     |
| 204770 - | 2006 KB10              | 19 de maig de 2006     | Catalina             | CSS                     |
| 204771 - | 2006 KB20              | 18 de maig de 2006     | Siding Spring        | SSS                     |
| 204772 - | 2006 KR29              | 20 de maig de 2006     | Kitt Peak            | Spacewatch              |
| 204773 - | 2006 KD38              | 16 de maig de 2006     | Siding Spring        | SSS                     |
| 204774 - | 2006 KH39              | 18 de maig de 2006     | Siding Spring        | SSS                     |
| 204775 - | 2006 KA41              | 19 de maig de 2006     | Mount Lemmon         | Mount Lemmon Survey     |
| 204776 - | 2006 KF43              | 20 de maig de 2006     | Kitt Peak            | Spacewatch              |
| 204777 - | 2006 KV43              | 20 de maig de 2006     | Siding Spring        | SSS                     |
| 204778 - | 2006 KS46              | 21 de maig de 2006     | Mount Lemmon         | Mount Lemmon Survey     |
| 204779 - | 2006 KX46              | 21 de maig de 2006     | Mount Lemmon         | Mount Lemmon Survey     |
| 204780 - | 2006 KA52              | 21 de maig de 2006     | Kitt Peak            | Spacewatch              |
| 204781 - | 2006 KX64              | 23 de maig de 2006     | Mount Lemmon         | Mount Lemmon Survey     |
| 204782 - | 2006 KU75              | 24 de maig de 2006     | Palomar              | NEAT                    |
| 204783 - | 2006 KW89              | 21 de maig de 2006     | Mount Lemmon         | Mount Lemmon Survey     |
| 204784 - | 2006 KL93              | 25 de maig de 2006     | Kitt Peak            | Spacewatch              |
| 204785 - | 2006 KT102             | 28 de maig de 2006     | Catalina             | CSS                     |
| 204786 - | 2006 KU131             | 25 de maig de 2006     | Mauna Kea            | P. A. Wiegert           |
| 204787 - | 2006 NB1               | 6 de juliol de 2006    | Siding Spring        | SSS                     |
| 204788 - | 2006 PG11              | 13 d'agost de 2006     | Palomar              | NEAT                    |
| 204789 - | 2006 PE37              | 12 d'agost de 2006     | Palomar              | NEAT                    |
| 204790 - | 2006 QN10              | 21 d'agost de 2006     | Hibiscus             | S. F. Hönig             |
| 204791 - | 2006 QK58              | 27 d'agost de 2006     | Goodricke-Pigott     | R. A. Tucker            |
| 204792 - | 2006 QS59              | 19 d'agost de 2006     | Palomar              | NEAT                    |
| 204793 - | 2006 QD79              | 23 d'agost de 2006     | Palomar              | NEAT                    |
| 204794 - | 2006 QD81              | 24 d'agost de 2006     | Palomar              | NEAT                    |
| 204795 - | 2006 QK87              | 27 d'agost de 2006     | Kitt Peak            | Spacewatch              |
| 204796 - | 2006 QX102             | 27 d'agost de 2006     | Kitt Peak            | Spacewatch              |
| 204797 - | 2006 QO116             | 27 d'agost de 2006     | Anderson Mesa        | LONEOS                  |
| 204798 - | 2006 QU129             | 19 d'agost de 2006     | Anderson Mesa        | LONEOS                  |
| 204799 - | 2006 RW4               | 14 de setembre de 2006 | Kitt Peak            | Spacewatch              |
| 204800 - | 2006 RL26              | 14 de setembre de 2006 | Catalina             | CSS                     |